# U-23パンアメリカン野球選手権大会
U-23パンアメリカン野球選手権大会（英語: U-23 Pan American Baseball Championship, スペイン語: Campeonato Panamericano de Béisbol Sub-23）は、WBSC南北アメリカのパンアメリカン野球連盟（COPABE）主催により2年に1回行われる、南北アメリカ地域の23歳以下のナショナルチームで競われる野球の国際大会である。上位チームは、翌年のWBSC U-23ワールドカップへの出場権を得る。
第1回となる2013年大会はパンアメリカン野球連盟（COPABE）の主催により、U-21パンアメリカン選手権大会として実施された。その後、新たにWBSC U-23ワールドカップが開始されたことから、2017年大会以降は年齢制限が23歳以下に変更された。また、統括組織の改編によりCOPABEの上部組織として設立されたWBSC南北アメリカが主催となっている。
2025年大会では、地域連盟である北中米野球連盟（CONCEBE）、カリブ海野球連盟（COCABE）、南米野球連盟（CONSUBE）の主催により3地域それぞれで開催される方式への変更が発表されたが、その後北中米・カリブ海地域についてはいずれもパナマシティで開催されることになった。

## 大会記録

### U-21パンアメリカン野球選手権大会
| 回 | 年   | 地域 | 開催国       | 出場数 | W杯枠 | 優勝   | 準優勝       | 3位        |
| -- | ---- | ---- | ------------ | ------ | ----- | ------ | ------------ | ---------- |
| 1  | 2013 |      | パナマシティ | 9      | 3     | パナマ | プエルトリコ | ベネズエラ |

### U-23パンアメリカン野球選手権大会
| 回 | 年   | 地域     | 開催国                | 出場数 | W杯枠 | 優勝       | 準優勝     | 3位          |
| -- | ---- | -------- | --------------------- | ------ | ----- | ---------- | ---------- | ------------ |
| 1  | 2017 |          | チトレ                | 12     | 4     | ベネズエラ | メキシコ   | プエルトリコ |
| 2  | 2020 |          | マナグア テグシガルパ | 12     | 4     | ニカラグア | キューバ   | ベネズエラ   |
| 3  | 2022 |          | アグアスカリエンテス  | 7      | 4     | メキシコ   | キューバ   | ニカラグア   |
| 4  | 2023 |          | マナグア              | 11     | 4     | コロンビア | ニカラグア | ベネズエラ   |
| 5  | 2025 | 北中米   | パナマシティ          | 15     | 3     | 不明の旗   | 不明の旗   | 不明の旗     |
| 5  | 2025 | カリブ海 | パナマシティ          | 15     | 3     | 不明の旗   | 不明の旗   | 不明の旗     |
| 5  | 2025 | 南米     | リマ                  | 15     | 3     | 不明の旗   | 不明の旗   | 不明の旗     |

## 獲得メダル総数
| 順位              | 国/地域           | 金 | 銀 | 銅 | 計 |
| ----------------- | ----------------- | -- | -- | -- | -- |
| 1                 | ニカラグア        | 1  | 1  | 1  | 3  |
| 2                 | メキシコ          | 1  | 1  | 0  | 2  |
| 3                 | ベネズエラ        | 1  | 0  | 3  | 4  |
| 4                 | コロンビア        | 1  | 0  | 0  | 1  |
| 4                 | パナマ            | 1  | 0  | 0  | 1  |
| 6                 | キューバ          | 0  | 2  | 0  | 2  |
| 7                 | プエルトリコ      | 0  | 1  | 1  | 2  |
| 計 (国/地域数: 7) | 計 (国/地域数: 7) | 5  | 5  | 5  | 15 |